# Tulbaghia natalensis
Tulbaghia natalensis är en amaryllisväxtart som beskrevs av John Gilbert Baker. Tulbaghia natalensis ingår i släktet Tulbaghia och familjen amaryllisväxter. Inga underarter finns listade i Catalogue of Life.